# Zackie Achmat

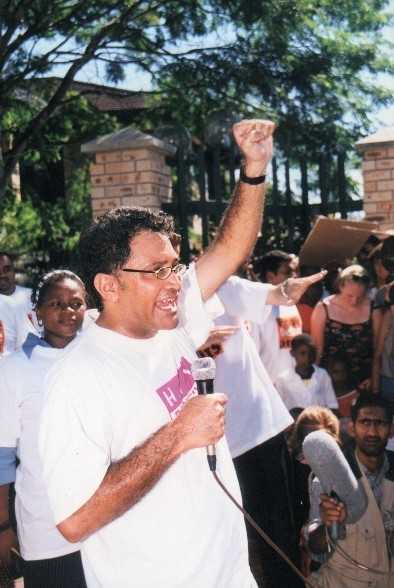
Zackie Achmat

Abdurrazack (Zackie) Achmat (Johannesburg, 21 maart 1962) is een Zuid-Afrikaanse activist.
Achmat is vooral bekend als oprichter en voorzitter van de Treatment Action Campaign (TAC) en zijn werk voor mensen met hiv en aids in Zuid-Afrika. Achmat is openlijk homoseksueel en seropositief.

## Biografie
Achmat is geboren in raciaal gemengde moslimbuurt buiten Kaapstad ten tijde van de apartheid. Achmat en zijn familie zijn moslim en behoren tot de Kaapse Maleiers. Ze werden geclassificeerd als kleurling door het apartheidsregime en hadden het daarom beter dan zwarte mensen, maar nog altijd slechter dan blanken. Zijn activisme begon op veertienjarige leeftijd toen hij z'n school in brand stak, zodat niemand meer naar school kon en er dus een antiapartheids-schoolboycot werd afgedwongen.
Op zijn zestiende was hij gestopt met school en ging hij het huis uit. Achmat bracht een groot deel van de daaropvolgende tijd ondergronds door als activist voor het Afrikaans Nationaal Congres (ANC). Hier is hij meerdere malen voor opgepakt, maar zijn activisme leefde voort tijdens z'n verblijf in gevangenissen. Zo nam hij in 1980 deel aan een hongerstaking die er onder meer voor zorgde dat politieke gevangen beschikking kregen over bedden en boeken.
In 1990 onderging Achmat een hiv-test waaruit bleek dat hij seropositief was. Hij kreeg te horen dat hij nog zes maanden te leven zou hebben en wachtte in die tijd op de dood. Na die zes maanden voelde Achmat zich echter nog gezond en besloot hij z'n leven als activist weer op te pakken. Hij richtte de National Coalition for Gay and Lesbian Equality op en zette zich in voor de bescherming van rechten voor homo's in de nieuwe Zuid-Afrikaanse grondwet.
In de jaren negentig was Achmat voorzitter van het Aids Law Project met als doel aandacht te krijgen voor het gebruik van de wet in de strijd tegen discriminatie van mensen met hiv en aids.

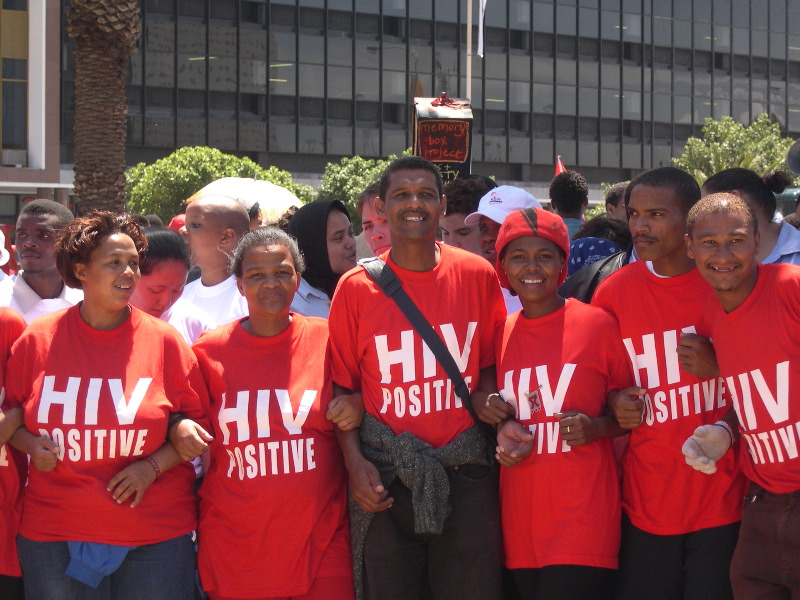
TAC activisten

Achmat bleef lange tijd gezond, maar in 1998 kreeg hij spruw, met behulp van medicijnen kwam hij er weer bovenop. In datzelfde jaar richtte hij met andere activisten de Treatment Action Campaign, oftewel TAC, op. Deze organisatie had als doel om internationale geneesmiddelenfabrikanten te dwingen de prijs van gepatenteerde geneesmiddelen te verlagen, zodat de medicijnen beschikbaar zijn voor het Zuid-Afrikaanse volk. In eerste instantie ging het hierbij om medicijnen voor opportunistische infecties als spruw en tuberculose, maar tijdens een bijeenkomst besloten de leden van TAC om ook voor goedkope anti-retrovirale medicijnen te strijden. Deze medicijnen waren te duur voor de publieke gezondheidszorg dat zwaar te lijden heeft gehad onder de apartheid en waren voor individuen dus zeker te duur.
Tijdens een hoorzitting van de regering over gezondheidsdiensten in december 1999 maakte Achmat de belofte om geen medicijnen te nemen totdat alle gewone Zuid-Afrikanen ze konden krijgen. Hij maakte deze belofte wetende dat dit waarschijnlijk een verschrikkelijk sterfbed zou betekenen, zelfs toen de medische wetenschap dat onnodig had gemaakt.
Nelson Mandela bezocht Achmat bij hem thuis in Kaapstad in juli 2002 en drong er bij Achmat op aan om te stoppen met zijn staking. Daarbij afstand nemend van zijn eigen partij, het ANC, dat onder leiding van Thabo Mbeki beweerde dat aids niet van hiv afkomstig was en de ziekte ontkende.
Achmat hield zich aan zijn belofte om geen medicijnen te nemen, echter in augustus 2003 nam de TAC unaniem een motie aan volgens welke Achmat zijn medicijnen in moest nemen. Een paar dagen later gaf Achmat op de nationale aidsconferentie aan dat hij medicijnen zou gaan innemen. Vier dagen later maakte de regering een ommekeer en beloofde dat aidsremmers verkrijgbaar zouden worden in openbare klinieken. Begin september van datzelfde jaar nam Achmat voor het eerst anti-retrovirale medicijnen in.
In een TAC nieuwsbrief van 28 maart 2005 werd bericht dat Achmat vier dagen geleden een hartaanval had gehad. Zijn herstel verliep voorspoedig en hij keerde terug naar z'n werk als activist.
Op 18 augustus 2006 werd Achmat samen met 43 andere TAC activisten gearresteerd vanwege het bezetten van een provinciaal overheidsgebouw in Kaapstad. De actie was een protest om ervoor te zorgen dat de ministers Tshabalala-Msimang en Ngconde Balfour ten laste werden gelegd met doodslag wegens de dood van een seropositieve gevangene in de Westville gevangenis in Durban. De gevangene had samen met veertien andere gevangenen een zaak aangespannen tegen het ministerie van volksgezondheid en het ministerie van justitie om toegang te krijgen tot anti-retrovirale medicijnen. De rechtbank oordeelde dat de overheid de medicijnen direct moest verstrekken, maar de overheid ging in hoger beroep.